# تاريخ شبه الجزيرة العربية

خريطة توضح أهمية موقع شبه الجزيرة العربية للتجارة العالمية في العالم القديم

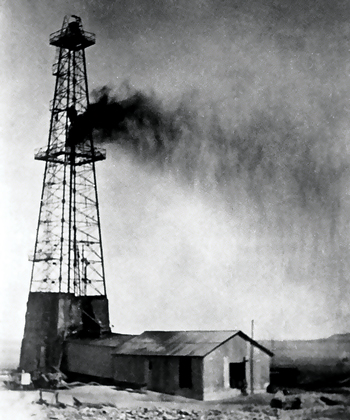
دمام رقم 7، أول بئر نفط تجاري في المملكة العربية السعودية، أستخرج منه نفط في 4 مارس 1938.

تاريخ شبه الجزيرة العربية تقع شبه الجزيرة العربية في جنوب غرب قارة آسيا، عند تلاقي قارة آسيا مع قارة أفريقيا، بدءا من شبه جزيرة سيناء وخليج العقبة، وعلى طول امتداد البحر الأحمر الذي يشكل حدودها المائية من الشمال الغربي، وحتى تلاقيه مع بحر العرب من الجنوب في مضيق باب المندب الاستراتيجي، ومن الجنوب الشرقي يحيط بها خليج عمان والخليج العربي. وتمتد حدودها في الشمال الغربي متلاشية في بلاد الرافدين والأراضي المتاخمة للساحل الشرقي للبحر المتوسط، متوسطة بلاد الشرق الأدنى القديم.
ازدهرت الكثير من الحضارات في جنوب الجزيرة قبل ظهور الإسلام، وكانت متجذرة بالزراعة المميزة في المنطقة كالمر وبهارات المناطق الاستوائية كاللبان، فنشأت طرق تجارة، كطريق البخور وطريق اللبان، جعلت جنوب الجزيرة مزدهرًا اقتصاديًّا. ونشأت مملكة سبأ، واحدة من أهم هذه الحضارات، والتي ظهرت بوضوح في القرن العاشر - التاسع قبل الميلاد. وارتبط اسمها باليمن بشكل وثيق، وعُرفت ببناء السدود؛ أشهرها سد مأرب، كما أنها أسست مستعمرات في شمال الجزيرة. وتأثرت منطقة اليمن بما يحدث في إفريقيا؛ فوجدت إمبراطوريات أثيوبيا والحبشة منطقة اليمن ممرا تجاريا مهما، فسعت للتحكم به. وفي جبال عسير، على خط التجارة نحو الشمال، تطورت العطور بمزج ما تجلبه بلدان المتوسط والبهارات المستقدمة من الجنوب. وفي البحرين وشرق الجزيرة العربية قامت حضارة دلمون، قبل خمسة آلاف سنة؛ من آثارها مقبرة من أضخم المقابر في العالم. وفي وسط الجزيرة قامت ممالك قوية أيضًا؛ فقامت مملكة كندة والتي تقع في نجد جنوب مدينة الرياض حاليًا، سنة 547 قبل الميلاد؛ حيث أقامو أول مملكة لهم في قرية الفاو، وظلت دولتهم حتى القرن السابع الميلادي.
بوصول المسيحية إلى أثيوبيا، كان هناك عدد من الحروب الدينية في اليمن، ولكن وبعد ظهور الإسلام بفترة قصيرة أضحى الإسلام الدين السائد، وانتقل مركز الثقل من اليمن نحو مكة والمدينة، وبعدها انتقل إلى مراكز الإمبراطوريات الإسلامية خارج الجزيرة في العراق والشام. ومع امتداد تلك الإمبراطوريات وانفتاح القوقاز وتركيا على شمال إفريقيا وحتى إسبانيا اضمحلت أهمية جنوب الجزيرة، ولم تستفد مكة والمدينة كثيرا من ازدهار الإسلام. أصبح للمنطقة أهمية شديدة من جديد مع اكتشاف النفط في الجزيرة؛ فمع بدايات القرن العشرين والحرب العالمية الأولى، بدأ أيضا إنشاء الدول وتقسيم المنطقة، ولعب النفط دورا محوريا في التطورات الاقتصادية والسياسية في المنطقة. وخلال عقود قليلة كثف النفط قوة دول الجزيرة باستثناء اليمن، وبدأت بقية البلدان تزدهر اقتصاديا، بحسب كمية النفط في أراضيها.
تضم شبه الجزيرة من الناحية السياسية حاليا عدة دول؛ هي: المملكة العربية السعودية؛ أكبر دولة في الجزيرة العربية مساحة، ومن بعدها اليمن وعمان والأردن والإمارات والكويت وقطر والبحرين.

## ما قبل التاريخ

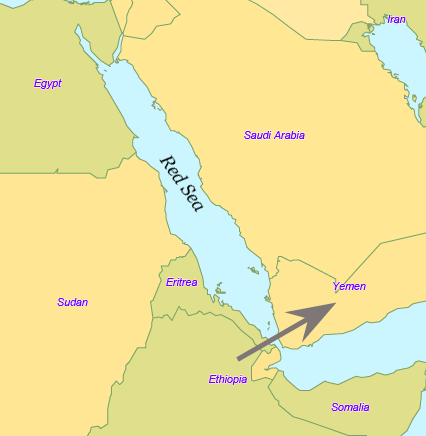
عبور البحر الأحمر.

يقدر العلماء أن الجزيرة العربية كانت أحد الممرات المبكرة للهجرات البشرية الأولى وخروج الإنسان من إفريقيا؛ إذ إن هناك أدلة أن الإنسان الحديث خرج من إفريقيا قبل حوالي 125000 سنة، عبر مسارين مختلفين؛ أحدهما على طول وادي النيل ليعبر إلى فلسطين، (على الأقل) (جمجمة قفزة\مغارة السخول: منذ 120,000–100,000 سنة)، والثاني عبر ما يشكله اليوم مضيق باب المندب أقصى جنوب البحر الأحمر، (بمستوى سطح بحر كان وقتها أقل بكثير وكانت نقطة العبور أضيق)، عابرين إلى شبه الجزيرة العربية، واستيطانهم في مناطق هي اليوم الإمارات العربية المتحدة (منذ 125,000 سنة) وعُمان (قبل 106,000 سنة)، وترحالهم المحتمل بعدها إلى شبه الجزيرة الهندية (جوالابورام:منذ 75,000 سنة). بالرغم من أنه لم يعثر حتى الآن على بقايا بشرية في تلك المناطق الثلاث، إلا أن التشابه الظاهر بين الأدوات الحجرية التي وجدت في جبل الفاية (الإمارات، وتلك التي في جوالابورام Jwalapuram والتي عثر عليها في إفريقيا، يدفع بالظن إلى أن صانعيها كانوا كلهم من الإنسان الحديث. هذه الاكتشافات قد تدعم الإدعاء بأن الإنسان الحديث خرج من إفريقيا، ووصل إلى جنوب الصين قبل حوالي 100000 عام؛ (كهف زهيرين - Zhiren Cave، Zhirendong, مدينة جانجزاو: قبل 100,000 سنة، وإنسان ليوجيانج (مقاطعة ليوجيانج)؛ خُمن عمرها تخمينا مثيرًا للجدل ب 139,000–111,000 سنة ). نتائج تخمين عمر ضروس وجدت في لونادونج (جنوب الصين)، تشير إلى أن تلك الضروس قد يصل عمرها إلى 126000 سنة.

### التاريخ القديم

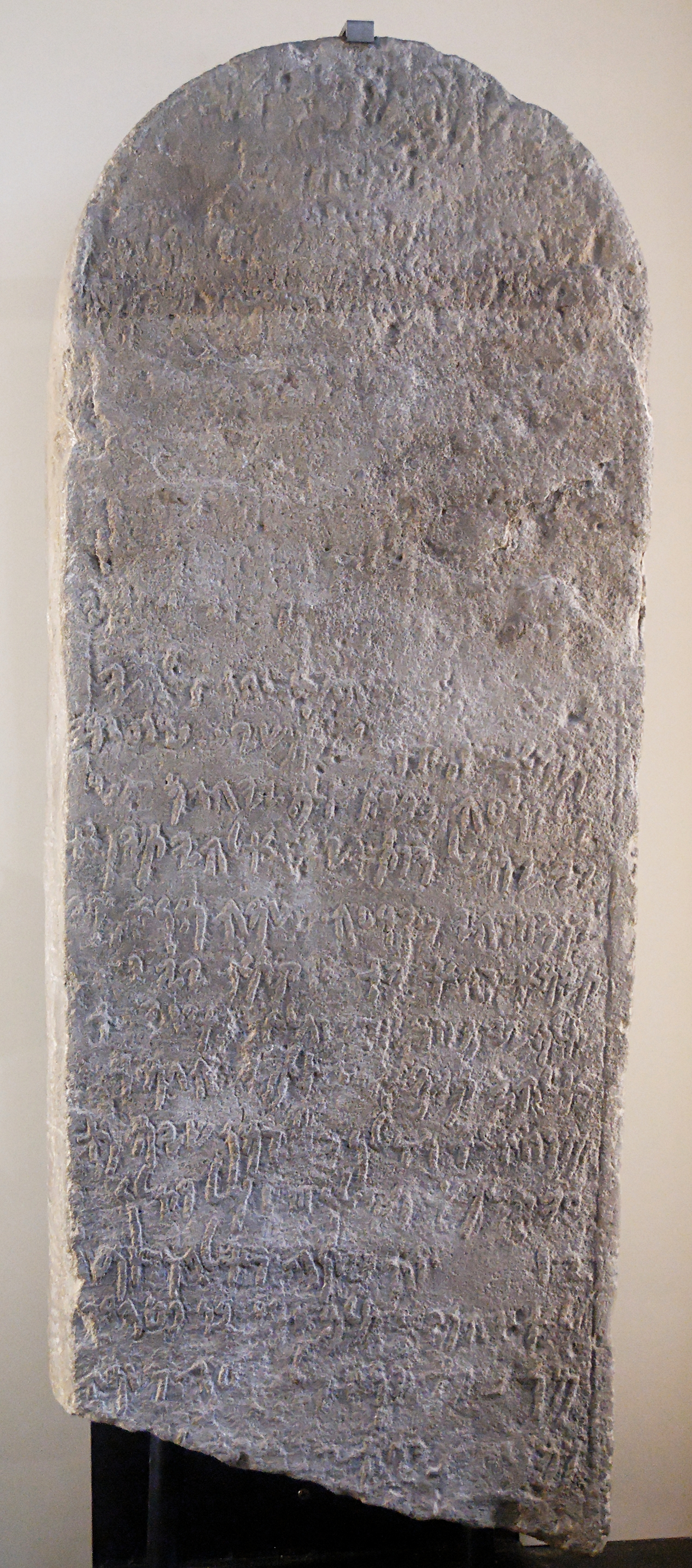
حجر تيماء عثر عليه المستشرق تشارلز هوبر في قصر طليحان في تيماء، وتحوي كتابات آرامية ومشهدًا دينيًا. ويعود تاريخها إلى أكثر من ألفين وستمائة عام، ويعرض الآن في متحف اللوفر.

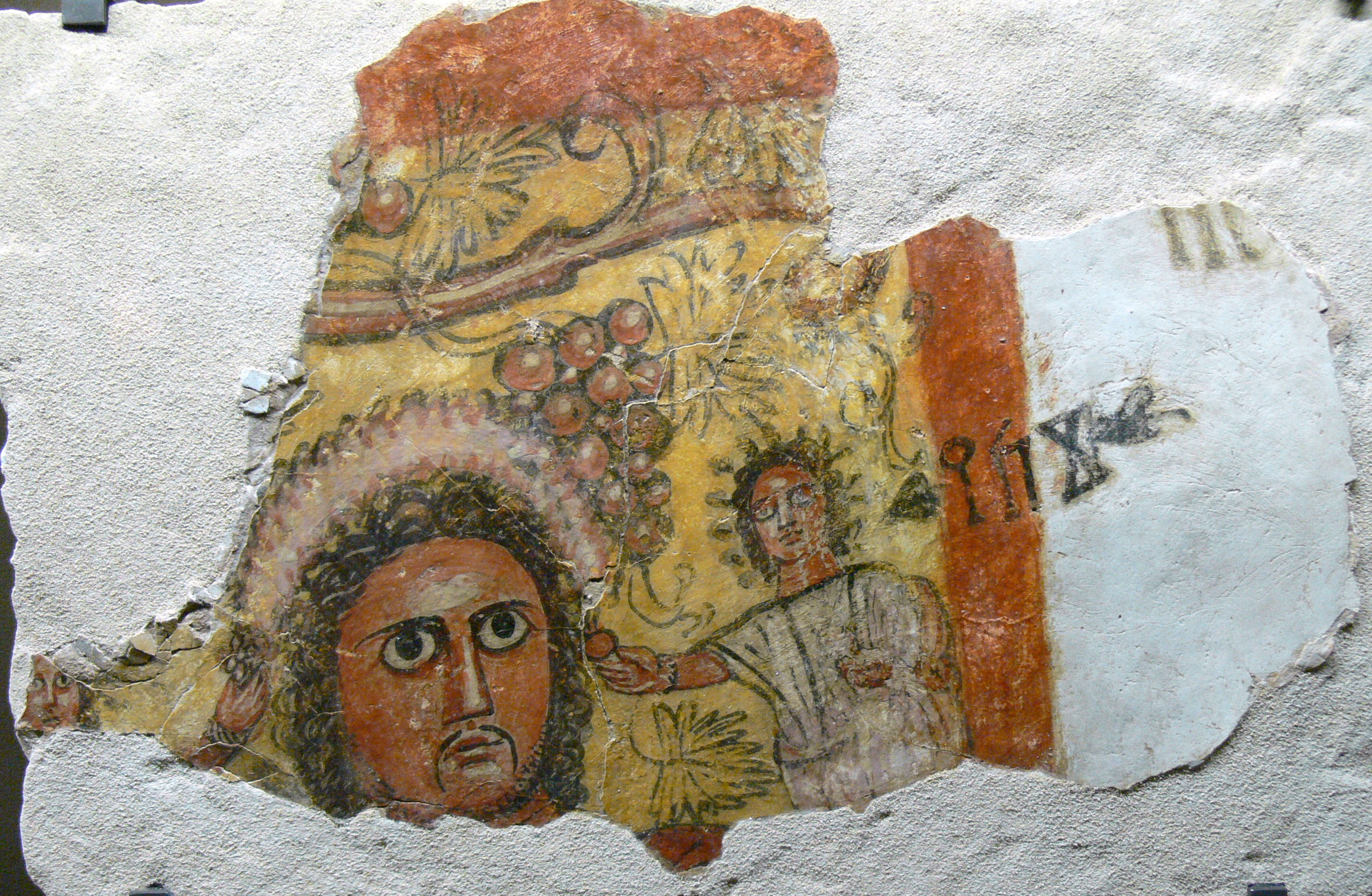
لوحة جدارية وجدت في قرية الفاو تعود لحوالي القرن الأول / الثاني للميلاد.

تميزت شبه الجزيرة العربية بموقعها الذي يتوسط بلاد الشرق الأدنى القديم، ودروها البشري المؤثر في تكوين السلالات الأكثر عددًا بين سكانه الأقدمين، كما كان لها نصيب أيضًا في دور الوساطة والتأثير في بعض خطوط اتصالاته واقتصادياته. تدل الآثار الباقية أن شبه الجزيرة مرت بفترات متعاقبة، بداية بما خلفه الإنسان البدائي القديم في العصور الحجرية من أدوات حجرية ورسوم بدائية متفرقة، كما أنها تتضمن أساسًا ما تركته الجماعات العربية المتحضرة في عصورها التاريخية القديمة من آثار معمارية قائمة كبقايا المعابد والأسوار والسدود والحصون والأبراج والمساكن والمقابر، وما عثر على ما تحتويه من آثار متنوعة لأدوات الاستعمال اليومي وأدوات الزينة وفنون النحت والنقش، في مناطق عدة من أنحاء شبه الجزيرة العربية. أشارت الاكتشافات الأثرية إلى وجود أقدم الحضارات التاريخية، على مستوى شبه الجزيرة العربية، في منطقة نجران، ومن أقدم الحضارات المكتشفة في شبه الجزيرة حضارتا العبيد ودلمون اللتان ازدهرتا في منطقة الأحساء والخليج العربي؛ حيث اكتشفت أقدم آثار الحضارة الإنسانية، وقد جاء ذكر دلمون في الكتابات المسمارية القديمة، التي تعود إلى الألفية الثالثة قبل الميلاد، التي وجدت في بلاد الرافدين وشمال سوريا.
من الحضارات التي ازدهرت في شبه الجزيرة، حضارة قوم عاد الذين سكنوا شبه الجزيرة العربية، ويقول الباحثون إن مساكن عاد كانت في الأحقاف الواقعة في جنوب الربع الخالي. ومن الحضارات التي ظهرت في شبه الجزيرة أيضًا حضارة قوم ثمود التي تعد من ضمن الحضارات البائدة التي تألفت من قبائل وعشائر متعددة. وقد بلغت حدًّا عظيمًا من المدنية والازدهار في شمال الجزيرة العربية، واتفق المؤرخون المسلمون على أن أهم ديارهم كانت بوادي القرى فيما بين الحجاز والشام، وقد وجدت آثار لهم في مدينة العلا بين المدينة المنورة وتبوك، وكانوا بعد قوم عاد، وقد تميزوا بأنهم كانوا ينحتون بيوتهم في الجبال.
ازدهرت كذلك حضارة مدين، وهم الذين يعتقد المسلمون بأن الله أرسل إليهم نبيًّا اسمه شعيب، ليأمرهم بعبادة الله. وتعود حضارتهم إلى ما قبل القرن الثالث عشر ق.م وانتشرت في إقليم يمتد إلى الشرق والجنوب الشرقي من خليج العقبة، ويتوقع وصولها حين فترة ازدهارها إلى حدود منطقة ما يعرف الآن العلا شمال الحجاز، وكان لهم شأن كبير في السيطرة على طرق التجارة.
كما توجد الكثير من الحضارات التي توالت في شبه الجزيرة العربية؛ حيث ازدهرت مملكة معين التي قامت على ضفتي وادي جوف، وهي المنطقة السهلية الواقعة بين نجران وحضرموت، التي تميز أهلها في فنون العمارة والزخرفة، التي وضعت فنون الحضارة المعينية في مركز رفيع يضاهي فنون حضارات مراكز الشرق القديم في مصر وبلاد الرافدين، كما برعوا في الزراعة والصناعة، واشتهروا أيضاً بالتجارة، وامتد نفوذهم إلى بعض المناطق في شمال الجزيرة العربية وخارجها، وتعود إليهم نقوش قديمة عُثر عليها في مدينة العلا قرب وادي القرى. وقد ازدادت شهرة الحضارة المعينية حتى وصلت إلى مراكز حضارات العالم القديم، وكتب عنها الكلاسيكيون من اليونان والرومان والبعثات الأثرية الإيطالية والفرنسية التي قامت بأعمال تنقيب في مواقع من أرض الجوف كشفت عن نتائج علمية تشير إلى أن الدولة المعينية عاصرت مرحلة ازدهار مملكة سبأ، وكانت أحيانًا تابعة لها، وأحيانًا أخرى تعمل بشكل مستقل عنها.

## ظهور الإسلام

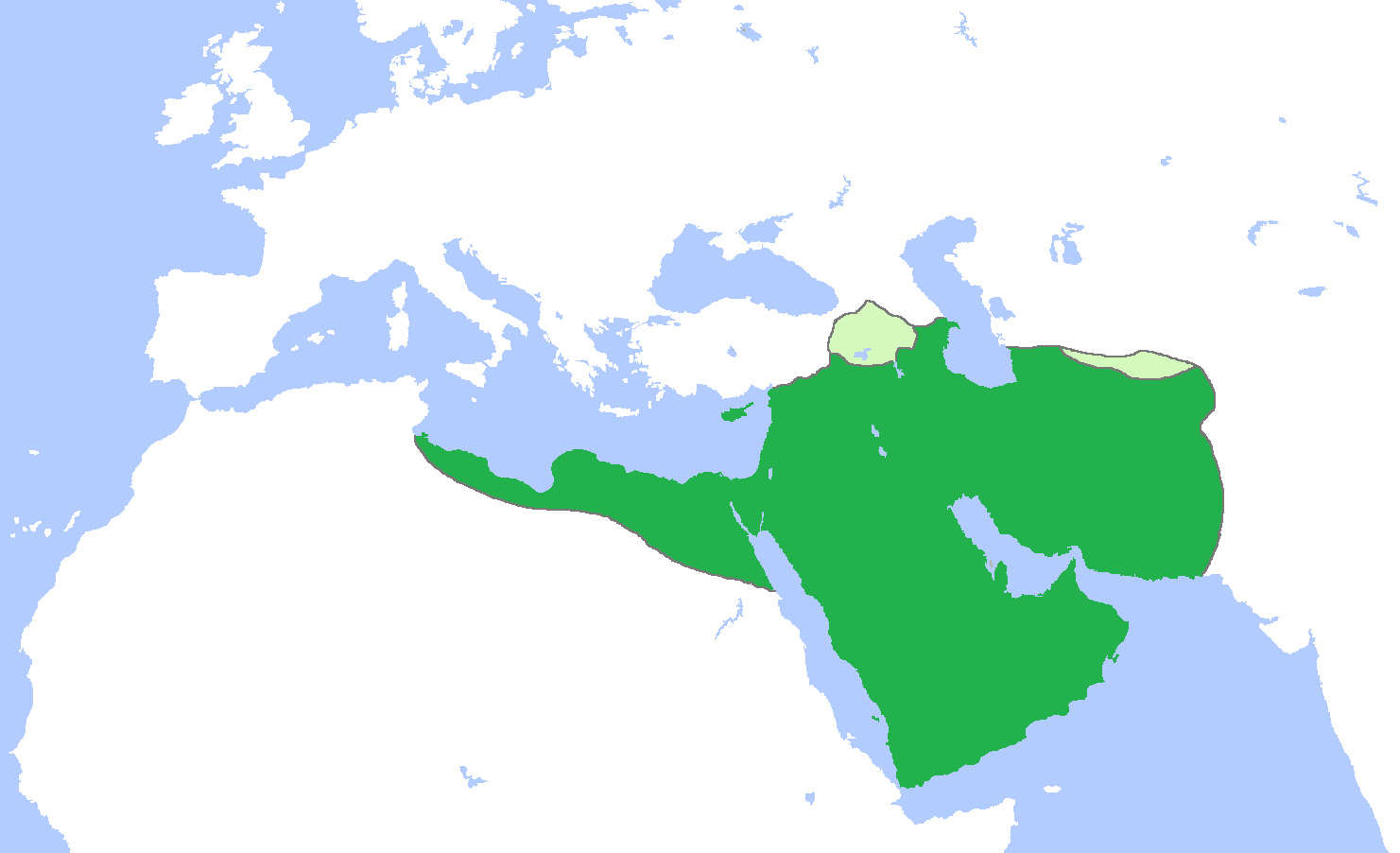
دولة الخلفاء الراشدين في أقصى اتساعها سنة 654م.

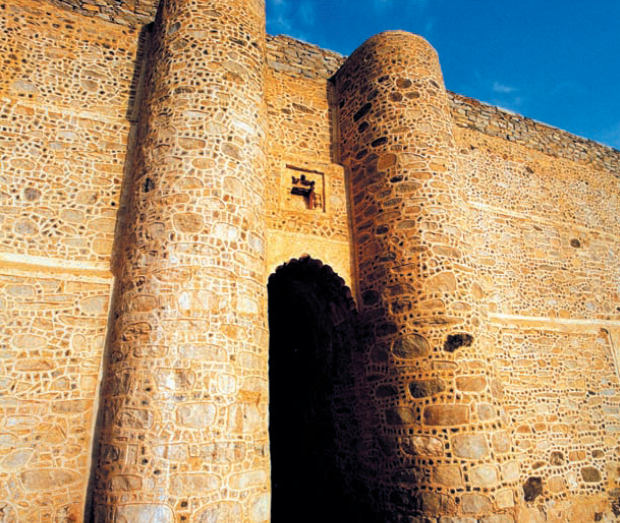
عين زبيدة في مكة، بنيت في عهد هارون الرشيد بطلب من السيدة زبيدة، وأعيد ترميمها عام 979 هـ في عهد سليمان القانوني.

بعد أن ظلت شبه الجزيرة العربية فترة من الاضطرابات وعدم الاستقرار الاقتصادي والسياسي، وبادت كثير من القبائل العربية أو وقعت في الأسر أو اضطرت إلى هجر مواطنها الأصلية، جاء العصر الذهبي للحضارة العربية مع ظهور الإسلام؛ حيث ظهر محمد رسول الإسلام في شبه الجزيرة العربية لينتشر الإسلام فيها، واستمرت الدعوة إلى أن وصلت خارجها شرقًا وغربًا، والذي ميّز الحضارة الإسلامية أنها لم تقم على التمييز العنصري لفئة أو جماعة معينة، الأمر الذي هيأ بيئة مناسبة لتنوع الإبداع لدى مختلف الشعوب الإسلامية.

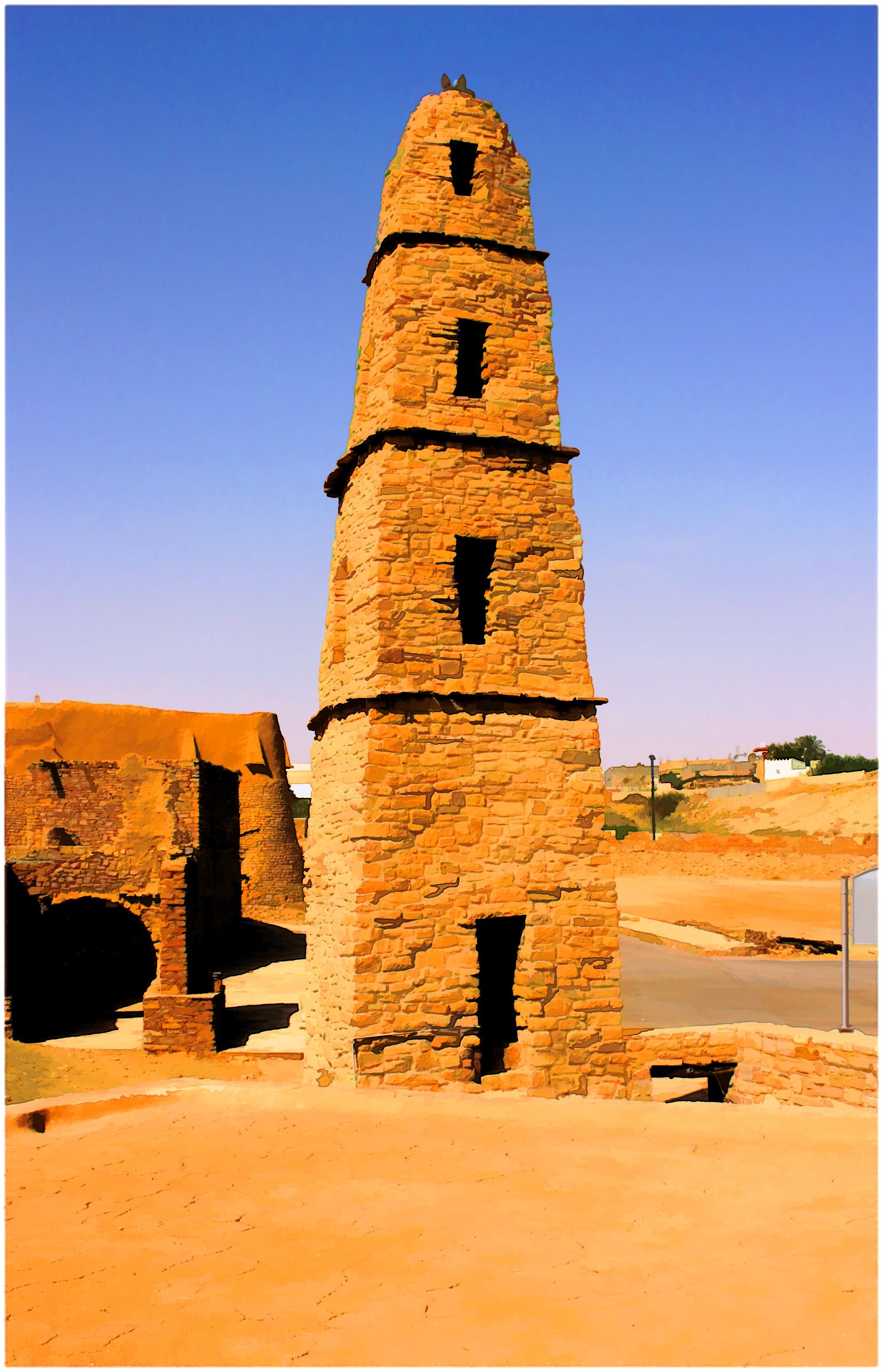
مسجد عمر بن الخطاب الواقع بِدومة الجندل.

اتخذت الدولة الإسلامية الأولى من المدينة المنورة عاصمة لها وتوسعت حدودها في عهد النبي محمد وفي عهد خلفائه الراشدين، لتشمل كافة أنحاء شبه الجزيرة العربية، ثم اتجهت إلى خارجها، ولكن شبه الجزيرة لم تخلُ من أحداث مثيرة، وخاصة تلك التي حصلت بعد وفاة النبي محمد؛ أبرزها حروب الردة التي وقعت في عهد أبي بكر الصديق، والتي عمل فيها على القضاء على المرتدين عن الإسلام.

## الخلافة والسلالات الحاكمة
انتقل مركز الخلافة بعد عهد الخلفاء الراشدين إلى دمشق خلال فترة حكم الدولة الأموية، وكانت شبه الجزيرة في تلك الفترة تابعة للدولة الأموية التي اعتمدت على دعم القبائل العربية، وعملوا على ترسيخ مبادئ الإسلام في البلاد التي فتحوها، وازدهرت العلوم في العصر الأموي، وجاء من بعدها الدولة العباسية والتي انتقل فيها مركز الخلافة من دمشق إلى بغداد، ليعزز من مكانة الخليج العربي كطريق بحري للتجارة مع الصين وبلدان أفريقيا الشرقية، وذلك على حساب طريق التجارة عبر البحر الأحمر، ولكن سيطرة الدولة العباسية لم تستمر على شبه الجزيرة العربية بشكل كامل سوى مائة عام. وقد شجع الخلفاء العباسيون الأوائل الحج إلى مكة من خلال تحسينهم لطرق المواصلات وتأمين السلامة.

### تفكك السيطرة على الجزيرة العربية
بالرغم من أهميتها الروحية، أصبحت شبه الجزيرة العربية منطقة على هامش الإمبراطوريات الإسلامية جغرافيا وسياسيا؛ حيث كانت معظم عواصم الإمبراطوريات الإسلامية والخلافة في مدن بعيدة، مثل دمشق وبغداد والقاهرة.
فمع تفكك الخلافة العباسية وعجزها عن السيطرة على أرجاء الدولة، شهدت الأوضاع في شبه الجزيرة العربية تدهورًا واضطرابًا، فسيطر الفاطميون على الحجاز دون بقية الجزيرة، وعندما أنهى صلاح الدين الأيوبي الدولة الفاطمية في مصر، استطاع أن يفرض سيطرته على غرب الجزيرة، مسيطرا على كامل الحجاز وحتى اليمن في أقصى الجنوب . ثم امتد سلطان المماليك على الحجاز من عام 650 هـ حتى عام 923 هـ؛ حيث تسلم العثمانيون الخلافة بعد ذلك. وقد أحكم العثمانيون سيطرتهم على المدن المقدسة التي كانت تحت الحماية المباشرة، خلافًا لما كانت عليه مناطق البادية والمناطق البعيدة؛ حيث إنها لم تكن تحت سيطرتهم بالكامل، إضافة إلى ذلك فإن البرتغاليين كانوا يهاجمون حدود شبه الجزيرة، وخصوصًا من ناحية الخليج العربي، في الوقت الذي كانت فيه الدولة العثمانية تحارب الجبهة الأوروبية ضد النمسا وروسيا، والجبهة الشرقية ضد الأسرة الصفوية في فارس. حينها كان الضعف قد دبَّ في الدولة العثمانية، فأخذ الولاة يتمردون على سلطتها، ويميلون عنها ويطلبون الاستقلال.
بدءا من القرن العاشر، (وعمليا، حتى القرن العشرين)، حافظ الهاشميون على سيطرة الحجاز، الجزء الأكثر تحضرا في المنطقة، وكان نطاقهم منحصرًا أولا في المدينتين المقدستين، مكة والمدينة، ولكنه توسع في القرن الثالث عشر ليشمل باقي مناطق الحجاز. وبالرغم من تمتعهم بهامش من الاستقلالية في الحجاز في معظم الفترات، كانوا عادة خاضعين لسلطة إحدى الإمبراطوريات الإسلامية في زمنها، وذلك يشمل العباسيين الحاكمين من بغداد، والفاطميين والأيوبيين والمماليك من مصر.
أما منطقة عُمان فحكمها بنو نبهان في القرن الثاني عشر، وفي القرن السادس عشر، بدأ البرتغاليون بغزو السواحل الشرقية لشبه الجزيرة، ومن ضمنها عُمان، فقاومهم العمانيون. ويظهر في التاريخ اليعاربة كقوة بحرية بارزة أثّر أسطولها وموانئها على حركة التجارة في بحر العرب، وعلى علاقات القوى الدولية بين البرتغاليين والإنجليز والفرنسيين، وعلى حركة التجارة من وإلى المستعمرات الأوروبية.

## الدول الحديثة
في أواسط القرن الخامس عشر الميلادي هاجر الجد الأكبر لأسرة آل سعود مانع بن ربيعة المريدي من جوار القطيف إلى نجد؛ حيث استقر وقام بتأسيس مدينة الدرعية.